# Kavango-Zambezi Transfrontier Conservation Area

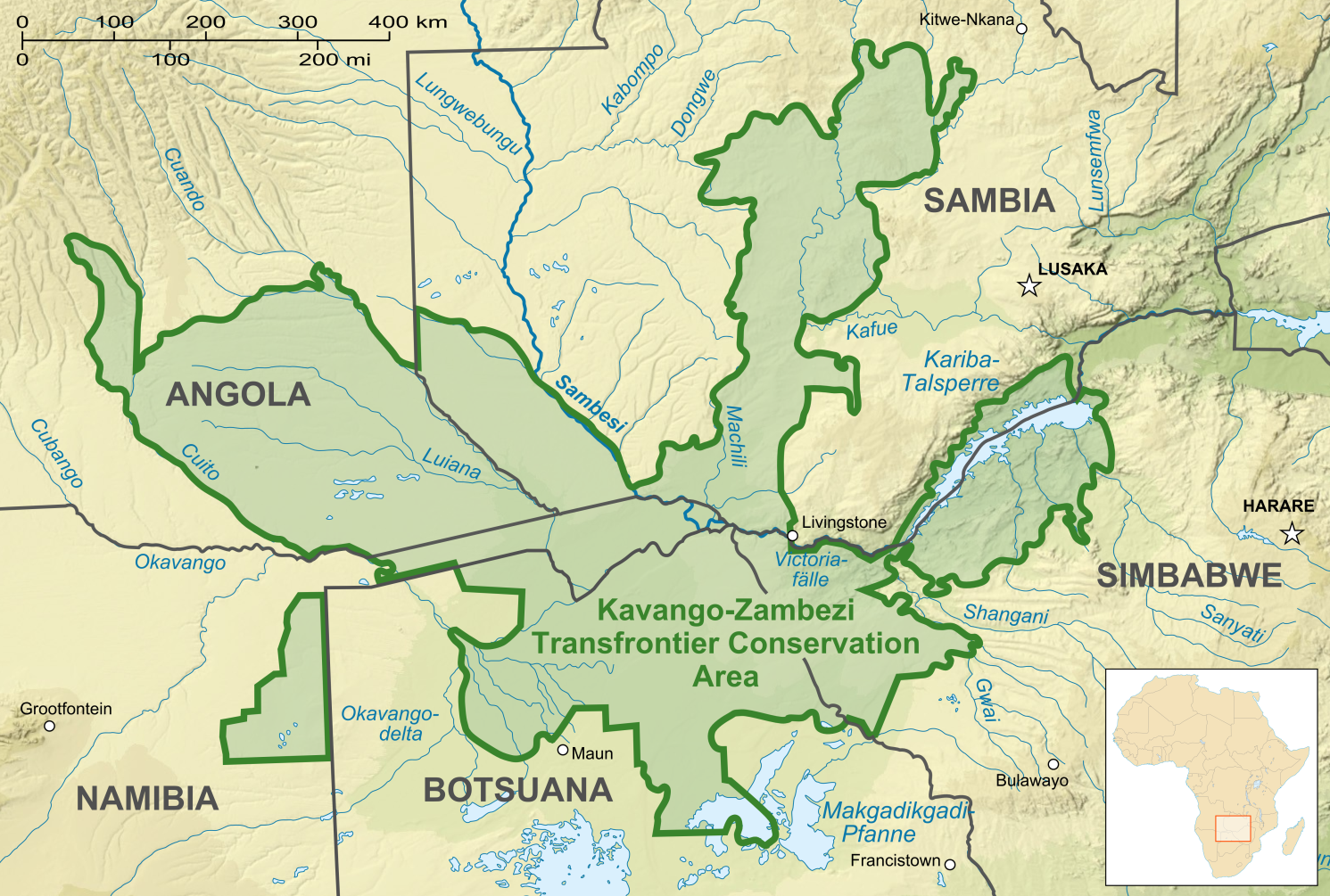
Die Ausdehnung des Gebietes in fünf Staaten

Die Kavango-Zambezi Transfrontier Conservation Area (KAZA TFCA oder KAZA) ist ein grenzüberschreitendes Natur- und Landschaftsschutzgebiet im südlichen Afrika. Es soll insbesondere den Elefanten die freie Bewegung in ihrem natürlichen Lebensraum ermöglichen. Die Gründung wurde am 18. August 2011 durch die Staats- und Regierungschefs der beteiligten Länder Sambia, Namibia, Botswana, Simbabwe und Angola formell bestätigt; die offizielle Eröffnung erfolgte am 15. März 2012 in Katima Mulilo. Die zusammengeschlossenen nationalen Gebiete haben nach den IUCN-Kategorien den Status von Nationalparks.
Das Schutzgebiet umfasst eine Fläche von etwa 520.000 km² und ist damit nach dem Nordost-Grönland-Nationalpark das zweitgrößte Landschutzgebiet der Erde. Das grenzüberschreitende Projekt zählt zu den Peace Parks und wird von der Peace Parks Foundation unterstützt. Finanzielle Unterstützung kommt unter anderem auch aus den Niederlanden.

## Lage und Ausdehnung
Das Kaza-Projekt begann 2003 mit den ersten Planungen. Im Jahr 2006 erfolgte die Unterzeichnung einer Absichtserklärung durch Vertreter der fünf beteiligten Länder Angola, Botswana, Namibia, Sambia und Simbabwe. Der Park ist mit einer Ausdehnung von 520.000 km² größer als Deutschland, Österreich und die Schweiz zusammen. Von der Gesamtfläche, die Gebiete mit unterschiedlichem Schutzstatus umfasst, entfallen 287.132 km² auf Nationalparks.
Das Schutzgebiet verbindet eine Reihe bereits bestehender Nationalparks und Wildreservate, insbesondere den Caprivizipfel in Namibia, den Chobe-Nationalpark und das Okavangodelta in Botswana, den Hwange-Nationalpark in Simbabwe sowie die Victoriafälle im Grenzgebiet zwischen Simbabwe und Sambia. Zu den über 35 bereits bestehenden Nationalparks und Reservaten, die auf dem Gebiet des Kavango-Sambesi-Schutzgebietes liegen, zählen unter anderem folgende:
- Angola: Luengue-Luiana-Nationalpark und Mavinga-Nationalpark
- Botswana: Chobe-Nationalpark, Makgadikgadi-Pans-Nationalpark, Moremi-Wildreservat und Nxai-Pan-Nationalpark
- Namibia: Bwabwata-Nationalpark, Khaudum-Nationalpark, Mudumu-Nationalpark und Nkasa-Rupara-Nationalpark
- Sambia: Kafue-Nationalpark, Mosi-oa-Tunya-Nationalpark, Liuwa-Plain-Nationalpark und Sioma-Ngweizi-Nationalpark
- Simbabwe: Hwange-Nationalpark, Kazuma-Pan-Nationalpark, Unterer-Sambesi-Nationalpark und Nationalpark Victoriafälle

## Bedeutung für Naturschutz und Wirtschaft
Auf dem Territorium lebt mit etwa 250.000 Tieren die größte Population Afrikanischer Elefanten. Für den Tourismus ist vorgesehen, den Zugang mit einem einzigen Visum und ohne Grenzkontrollen innerhalb des gesamten Gebiets zu ermöglichen. Das deutsche Bundesministerium für wirtschaftliche Zusammenarbeit und Entwicklung unterstützt das Projekt über die KfW-Entwicklungsbank mit Fördermitteln in Höhe von rund 20 Millionen Euro.

## Galerie

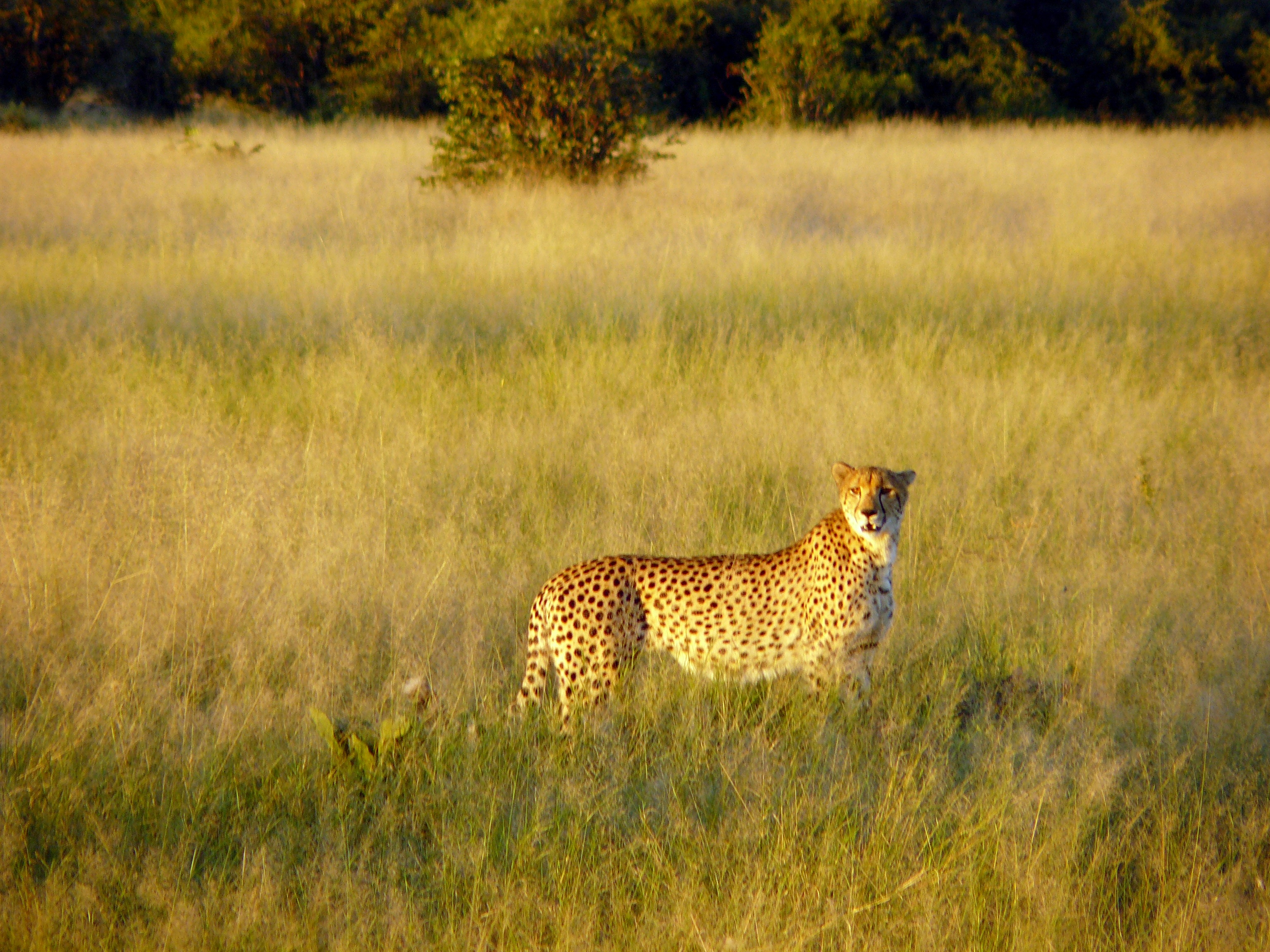
Gepard im Chobe-Nationalpark
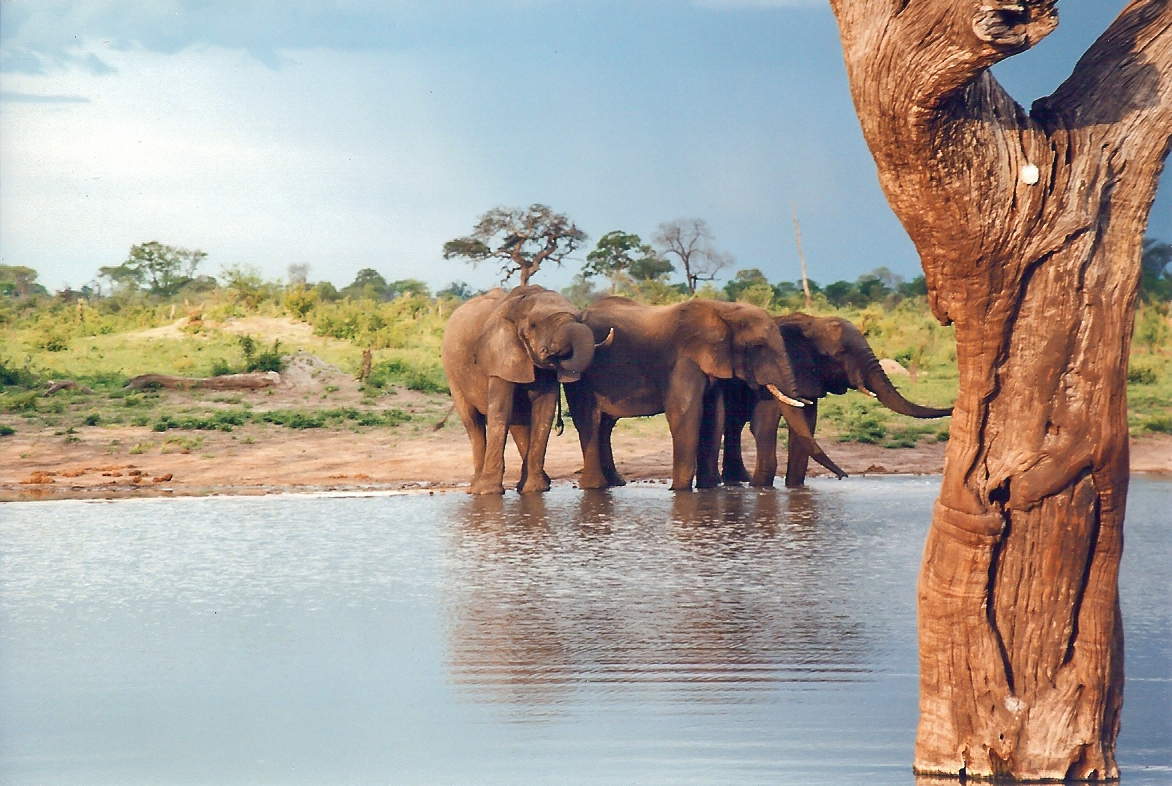
Elefanten im Hwange-Nationalpark
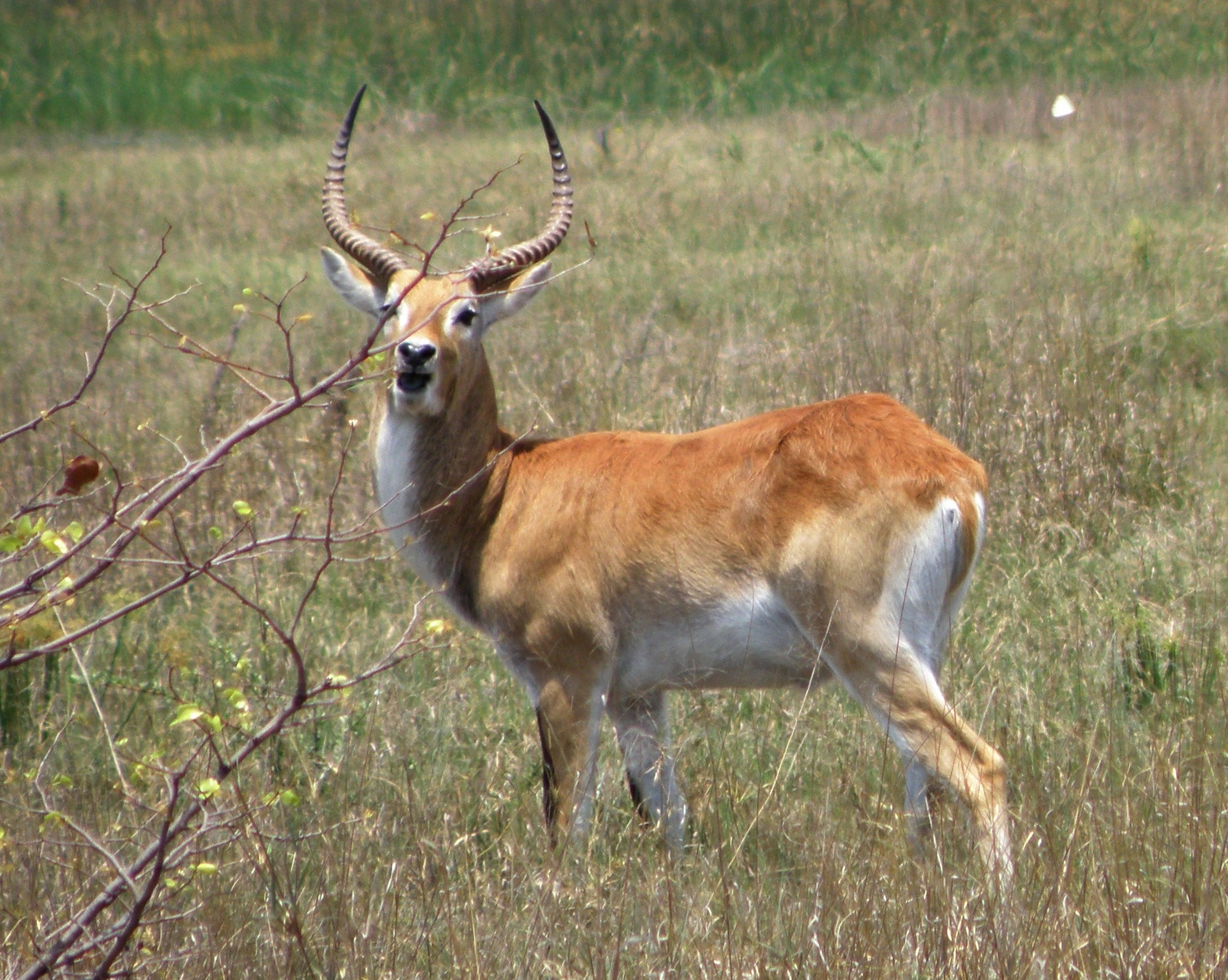
Letschwe-Antilope im Moremi-Wildreservat
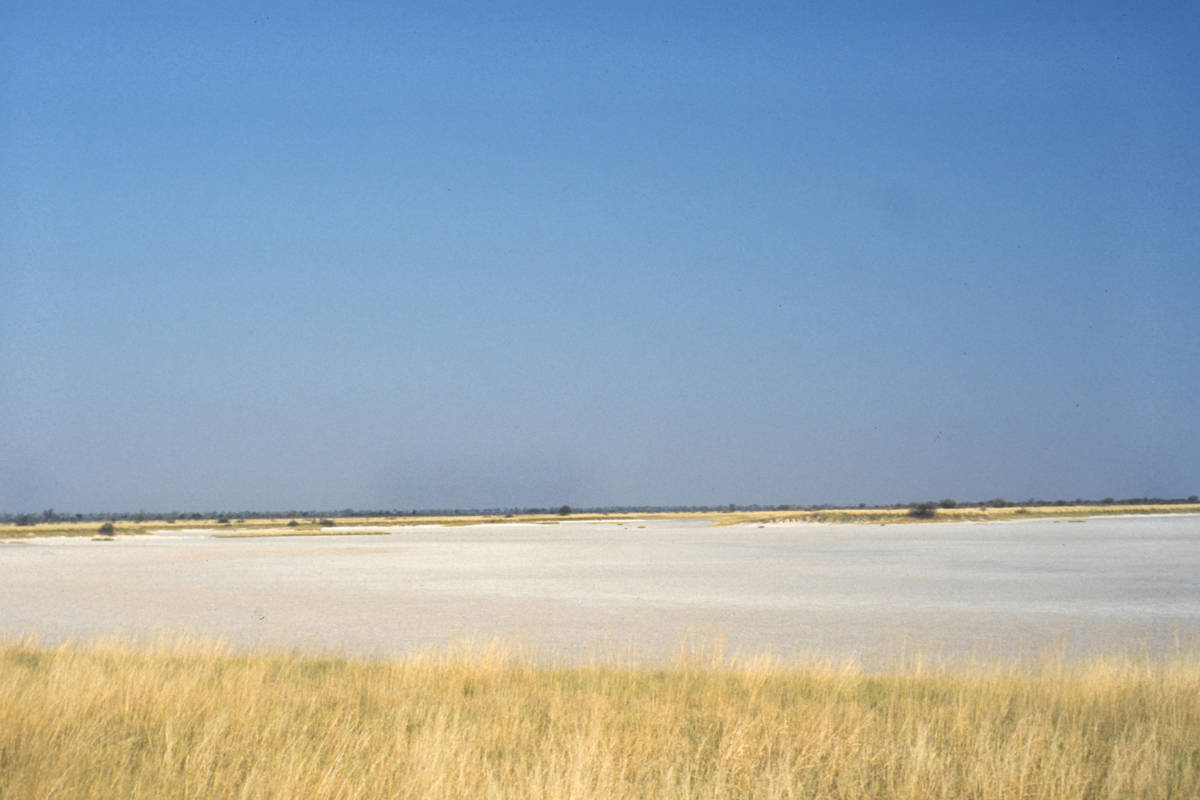
Salzpfanne im Nxai-Pan-Nationalpark
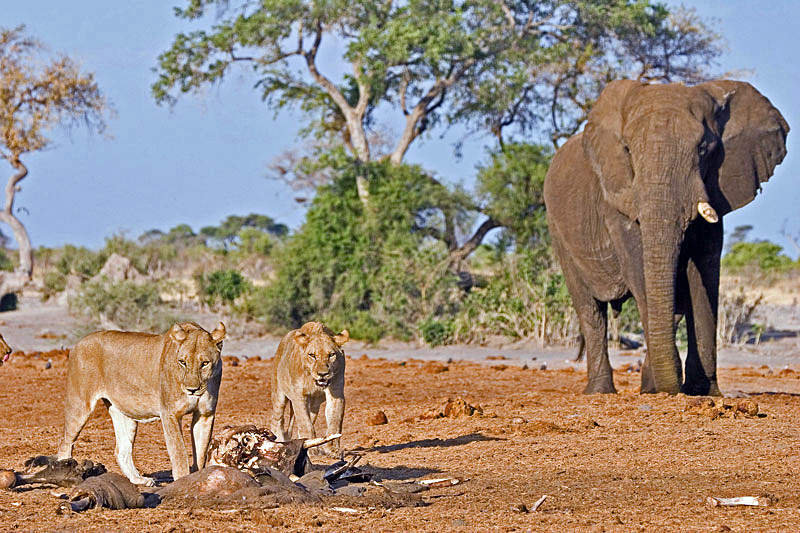
Löwen und Elefanten im Chobe-Nationalpark
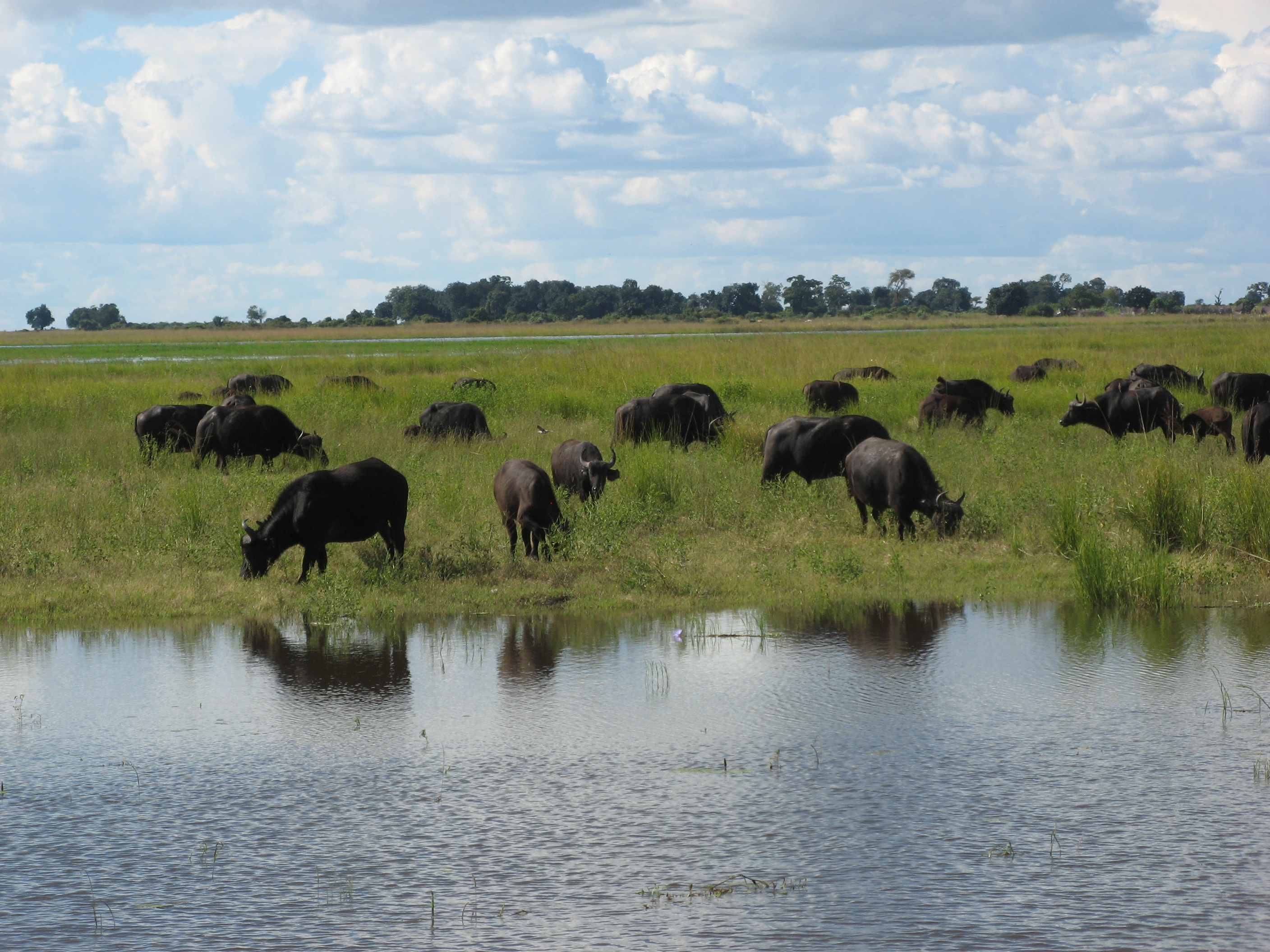
Kaffernbüffel im Chobe-Nationalpark
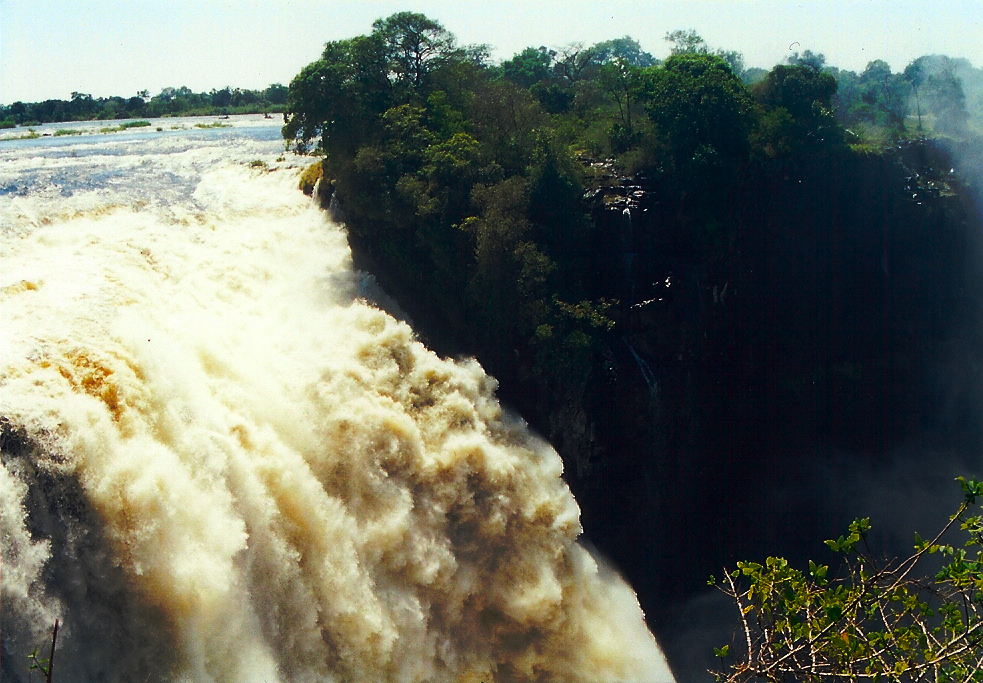
Victoriafälle